# ヘルマン・ヘルツベルハー
ヘルマン・ヘルツベルハー（Herman Hertzberger、1932年 - ）は、オランダの建築家。
姓は日本語で「ヘルツベルガー」と表記されることもある。

## 来歴
アムステルダムに生まれ、デルフト工科大学を1958年に卒業後、アムステルダムに戻って建築事務所を開設した。1970年にデルフト工科大学の教授に就任した。

## 代表作と作品ギャラリー
代表作に、セントラ―ル・ビビーア（1972年）、アポロ・スクール（1983）がある。

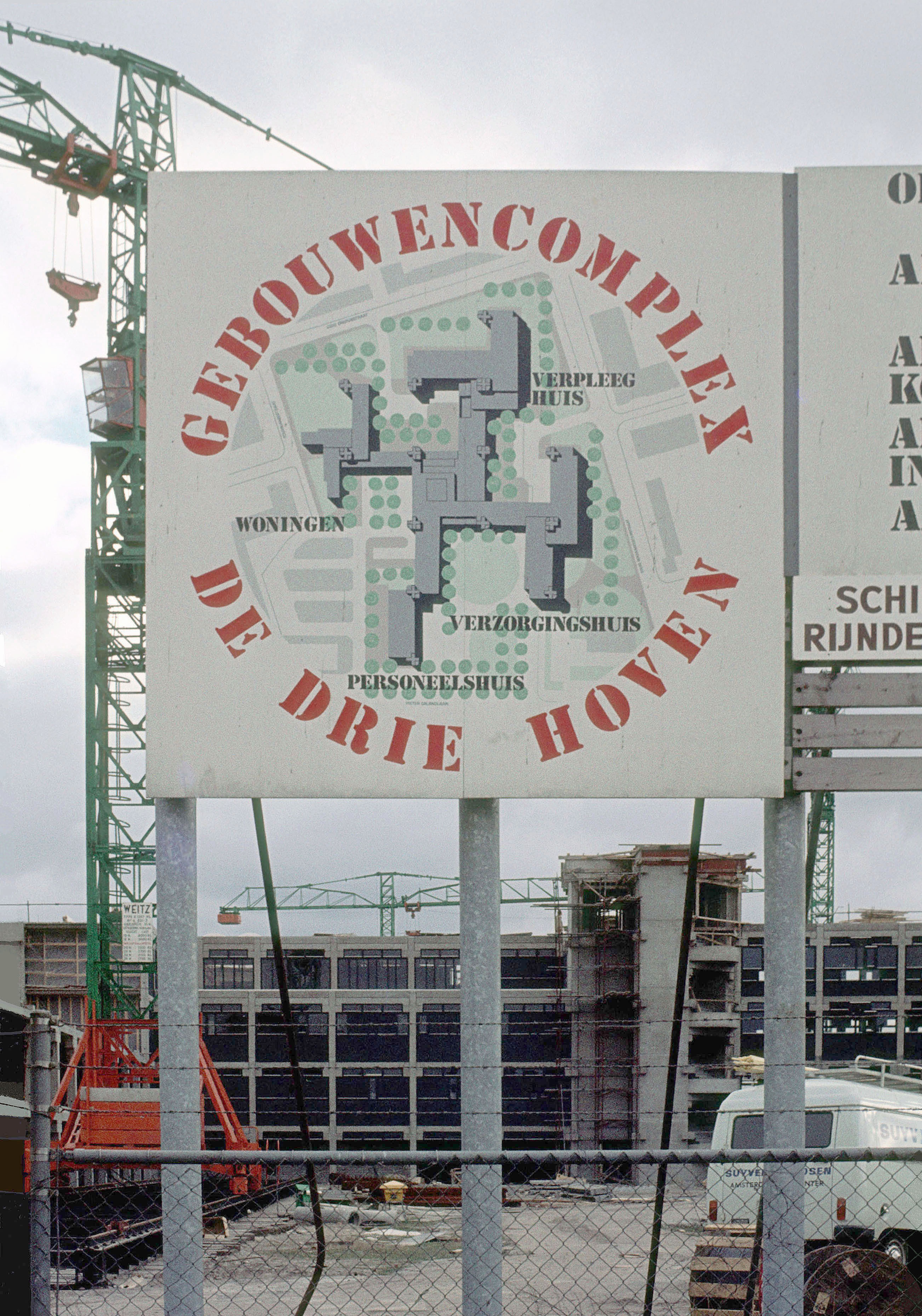
デ・ドリー・ホーフェン
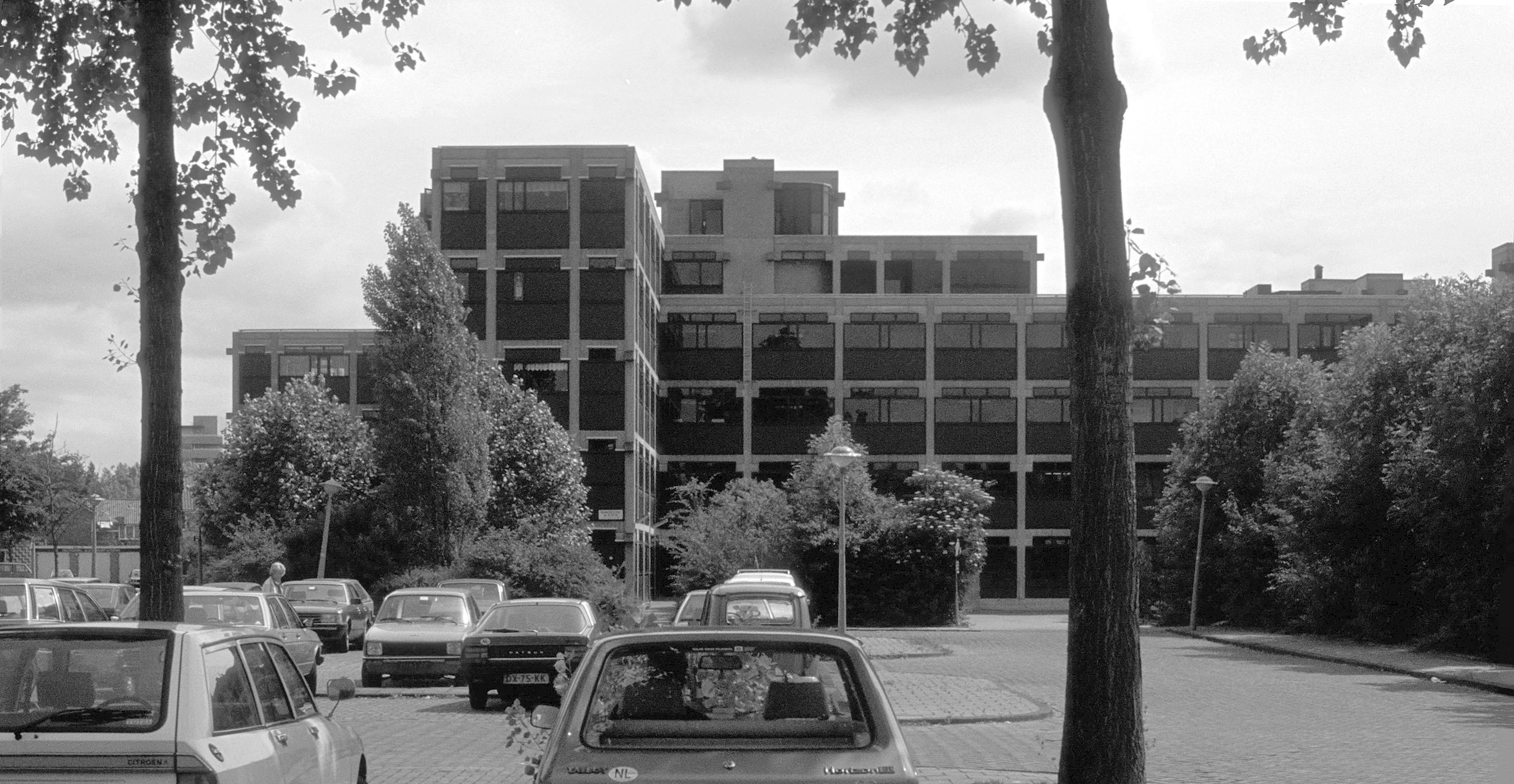
デ・ドリー・ホーフェン、アムステルダム・スローターバートの高齢者向け住宅、1974年
- デ・ドリー・ホーヴェン、ヘルマン・ヘルツバーガーの肖像画を含むビデオ
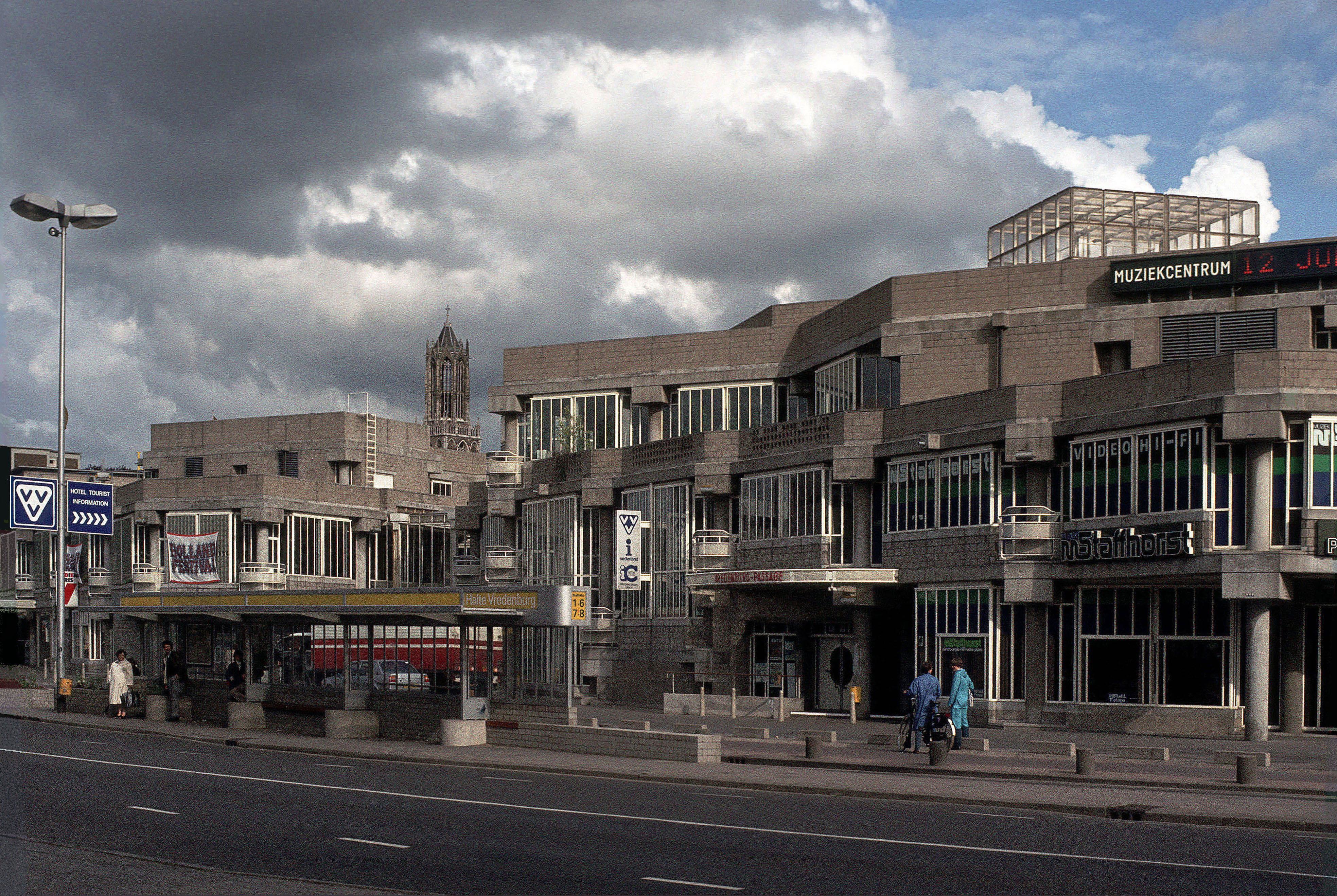
ユトレヒトのフレーデンブルク音楽センター、1978
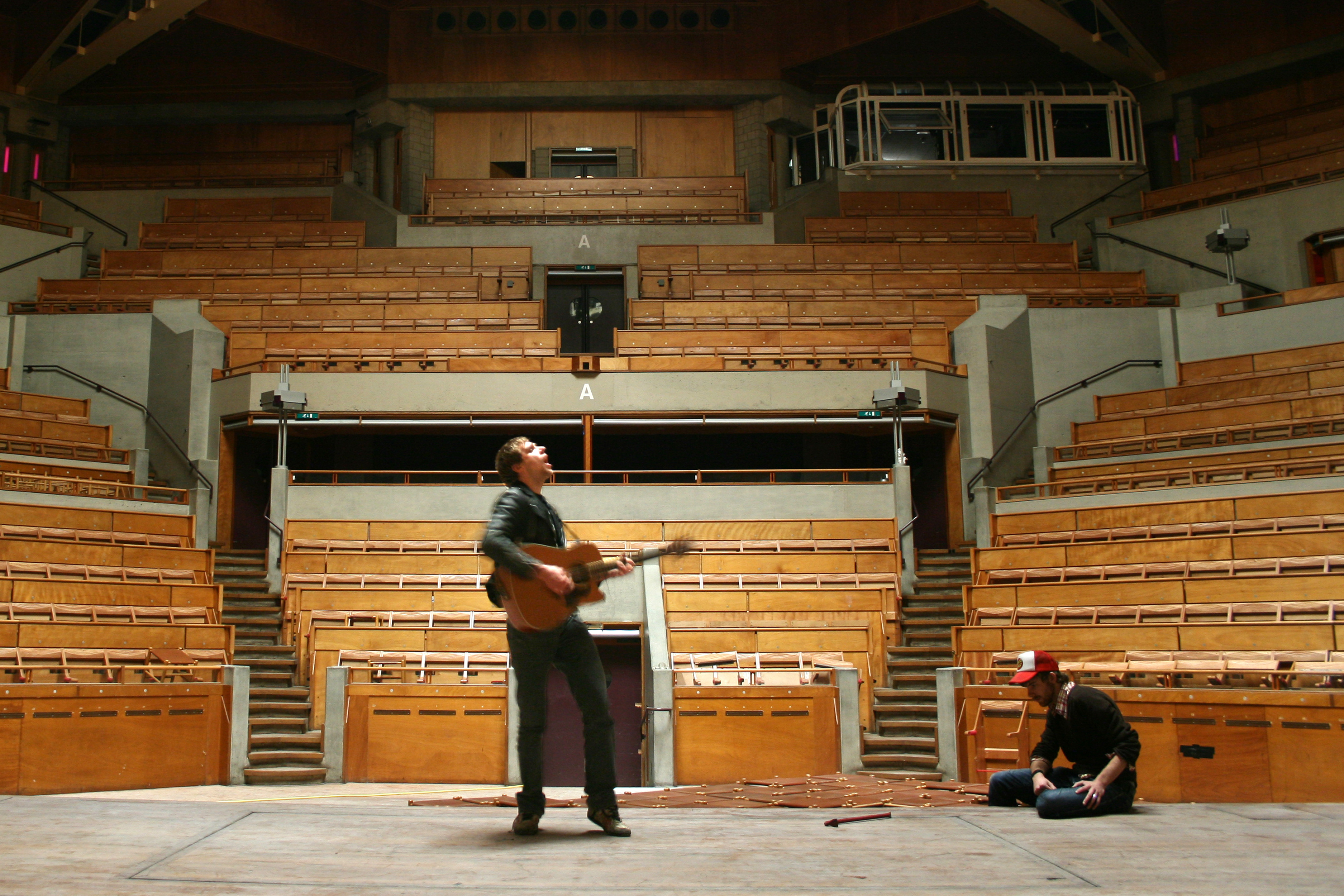
フレデンブルク
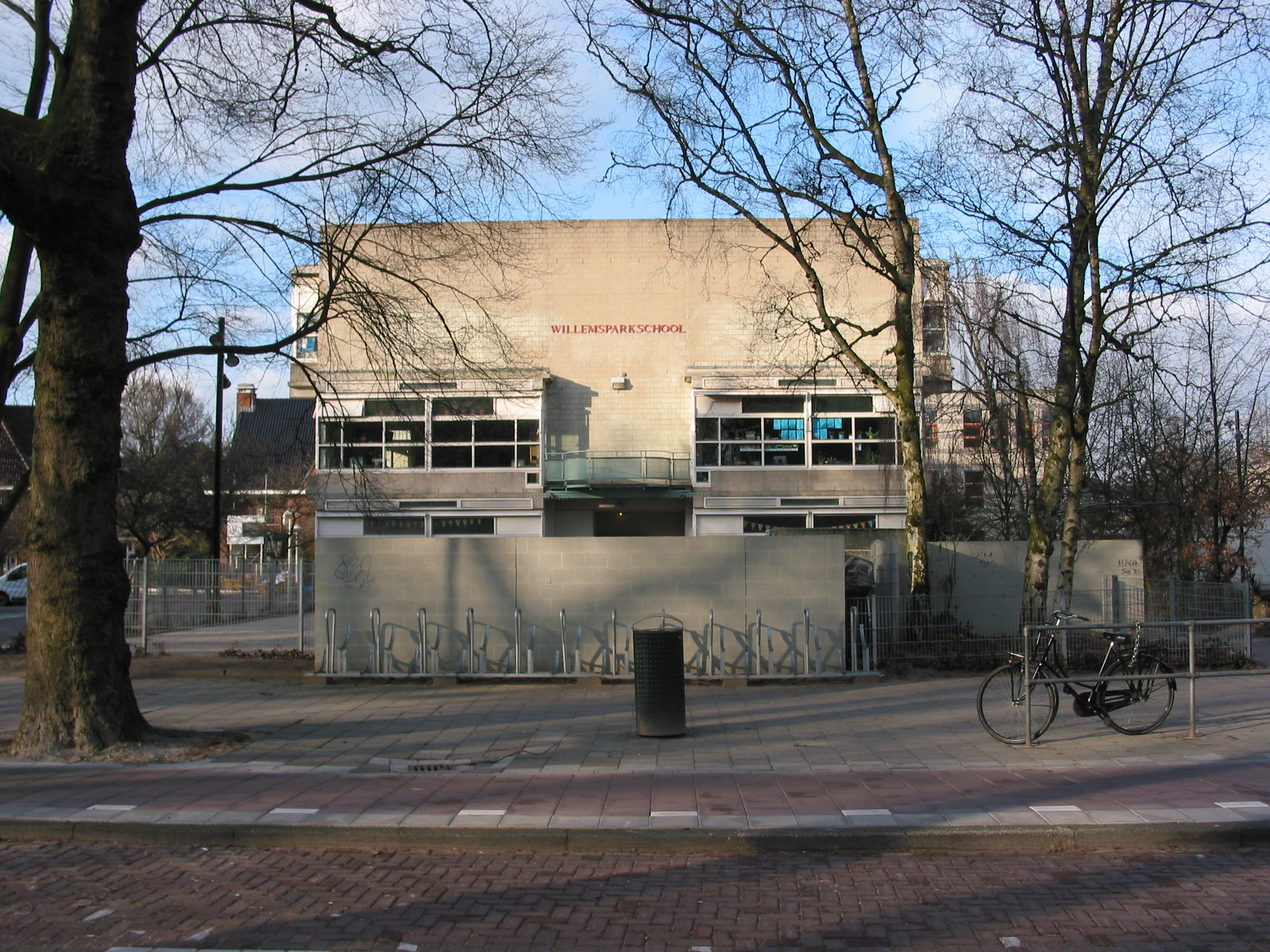
アムステルダムのウィレムスパーク スクール、1983 年
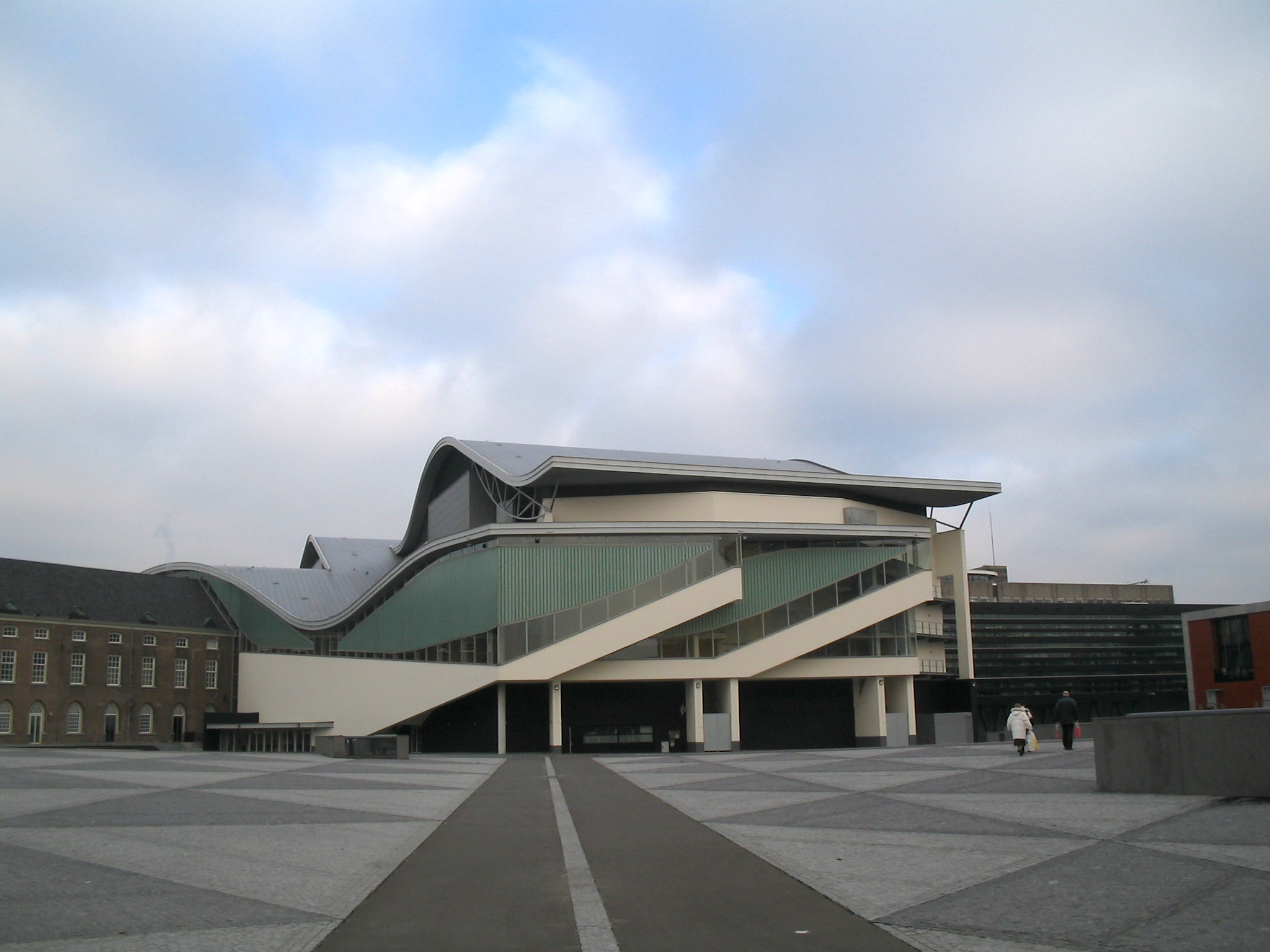
ブレダのシャッセ劇場、1995
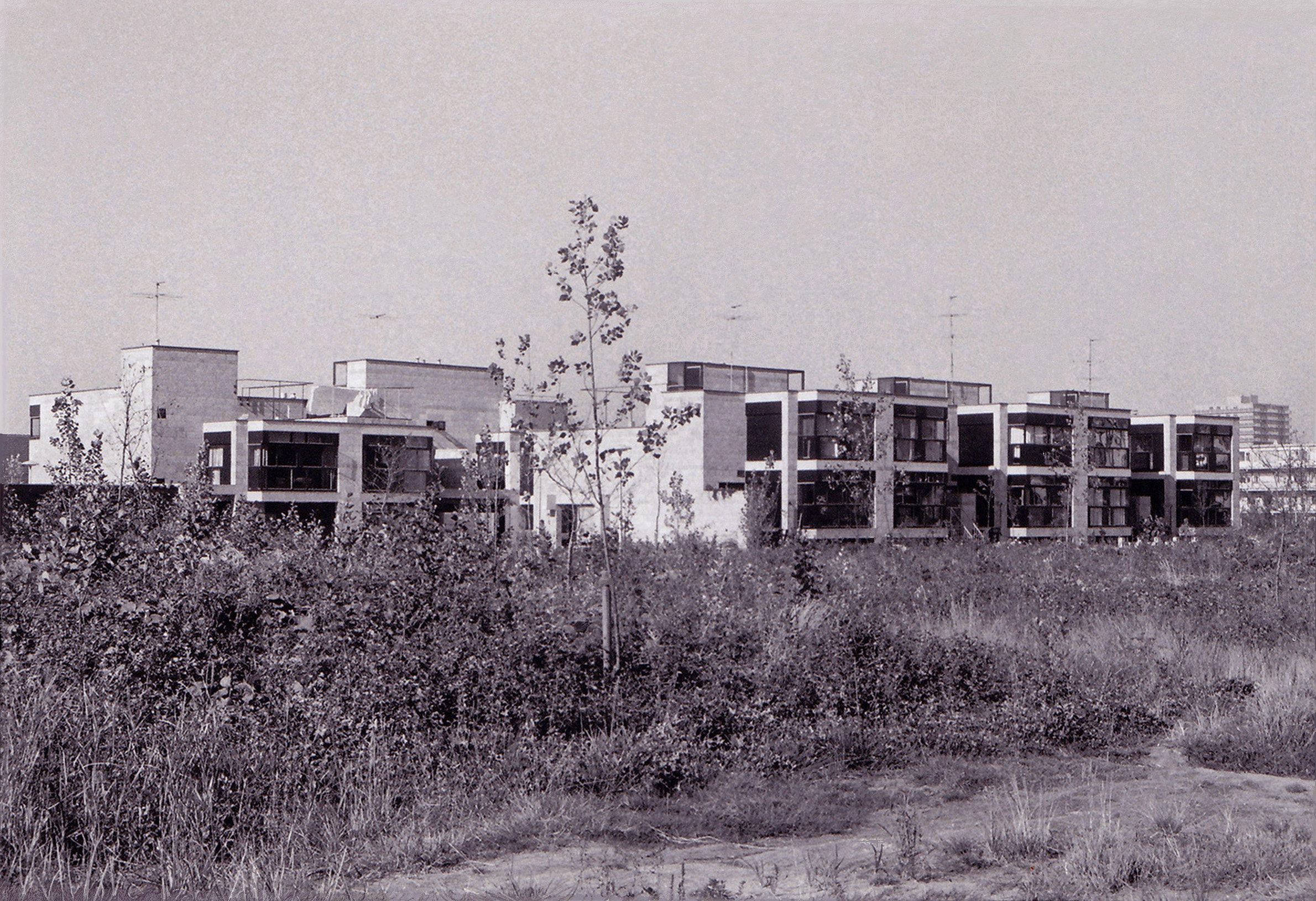
デルフトのディアグーン住宅、1971 年
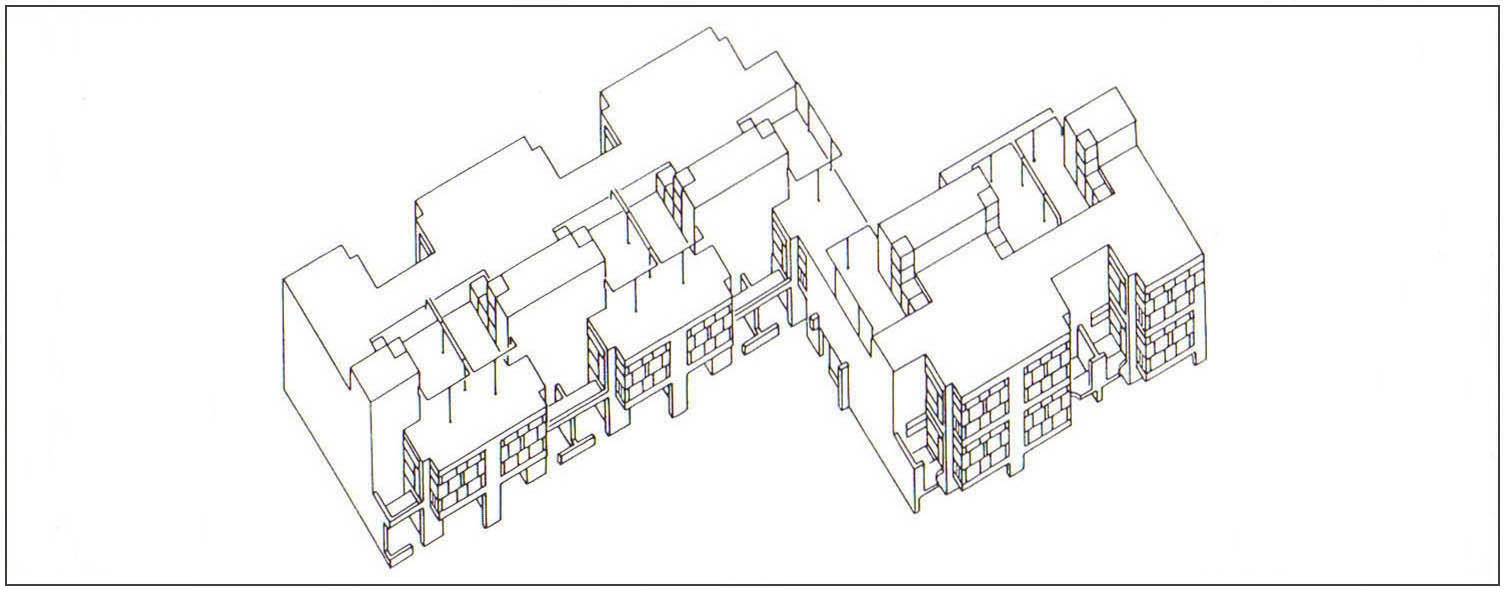
ディアグーンハウジング、参加の基本構造
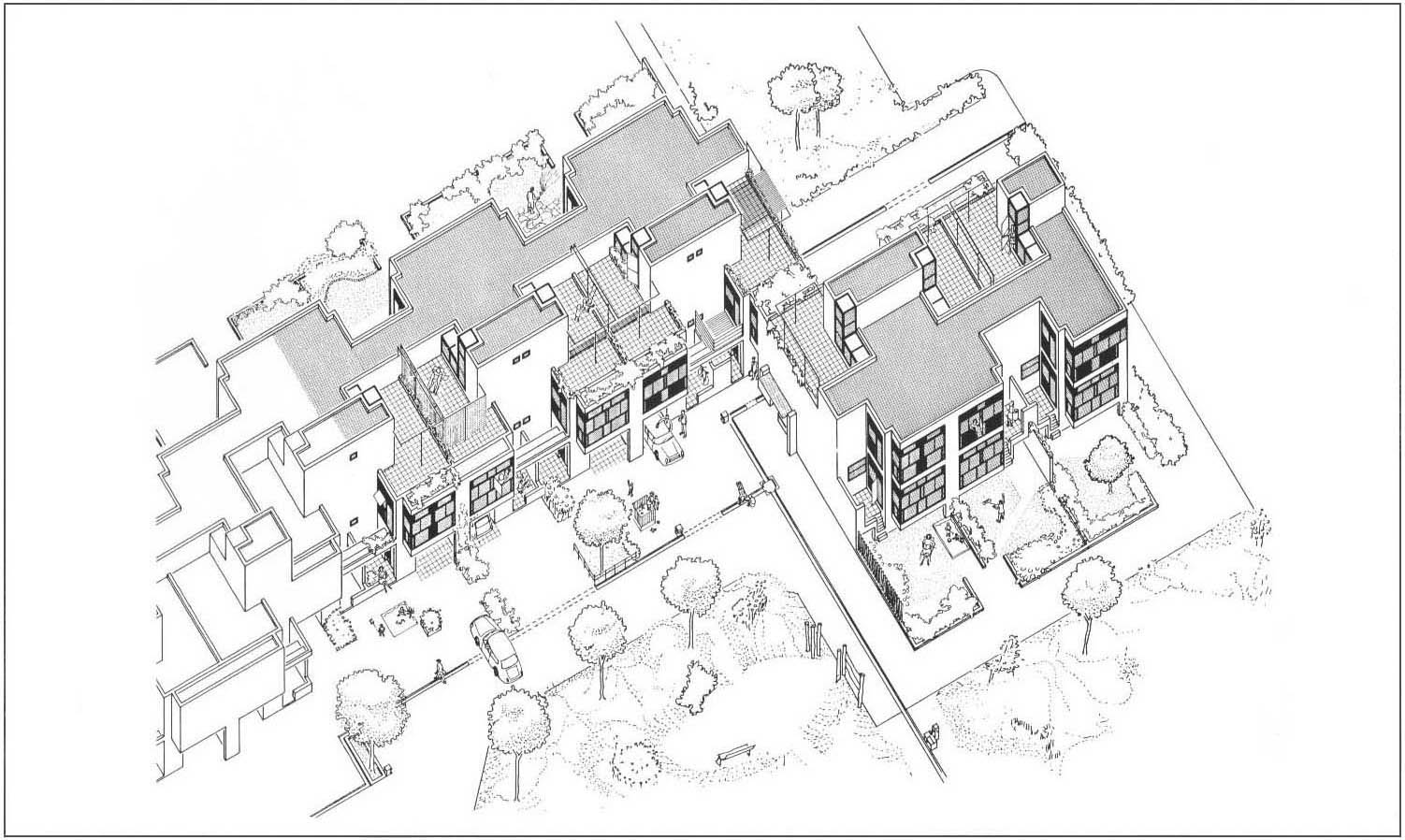
ディアグーン住宅、内外の住民参加

## 関連書籍
- 『a+u（エープラスユー）臨時増刊 ヘルマン・ヘルツベルハ－』エー・アンド・ユー、1991年
- 森島清太（訳）『都市と建築のパブリックスペース―ヘルツベルハーの建築講義録』鹿島出版会、1995年
  - 新装版、2011年